# 徐東沅
徐東沅（韓語：서동원，1979年4月4日—），韓國男演員。

## 演出作品

### 電視劇
- 1995年：SBS《洛城阿里郎》
- 1998年：EBS《明天》
- 1999年：EBS《實現你的夢想》
- 2004年：SBS《嫂嫂19歲》飾演 申昌祖
- 2004年：MBC《我來自朝鮮》
- 2005年：MBC《新進社員》飾演 姜民
- 2007年：MBC《狗和狼的時間》飾演 崔日陶
- 2007年：SBS《尋找兒子三萬里》飾演 徐方橋
- 2008年：MBC《甜蜜的人生》飾演 玄畢
- 2008年：SBS《一枝梅》飾演 恩福
- 2009年：MBC《善德女王》飾演 德充
- 2009年：SBS《妻子回來了》飾演 朴英裴
- 2010年：MBC《Road No. 1》飾演 崔勇裴
- 2010年：SBS《微笑，媽媽》飾演 姜道英
- 2011年：SBS《樹大根深》飾演 北方兵士
- 2012年：SBS《傻瓜媽媽》飾演 裴一道
- 2012年：SBS《電視劇帝王》飾演 朱東錫
- 2013年：tvN《Nine：九回時間旅行》飾演 崔正哲（青年）
- 2013年：MBC《愛能給別人嗎》飾演 宋炳珠
- 2013年：MBC《Drama Festival－混蛋逃出記》飾演 占百
- 2014年：JTBC《我們能相愛嗎》飾演 朴勝龍
- 2014年：SBS《天使之眼》飾演 金孝鎮
- 2014年：SBS《現代農夫》飾演 朴尚德
- 2015年：SBS《我的心一閃一閃》飾演 純真的相親對象
- 2015年：SBS《離婚律師戀愛中》飾演 韓國男
- 2015年：SBS《我有愛人了》飾演
- 2015年：SBS《六龍飛天》飾演 李芳果
- 2016年：SBS《大撲》飾演 密豊君
- 2016年：MBC《爸爸，我來伺候你》飾演 徐哲民
- 2017年：SBS《被告人》飾演 吳鐘民
- 2017年：SBS《奇怪的搭檔》飾演 徐正亞
- 2017年：tvN《秘密森林》飾演 金正本
- 2017年：MBC《不是機器人啊》飾演 趙振裴
- 2018年：JTBC《加油吧威基基》飾演 崔導演
- 2019年：SBS《初次見面我愛你》飾演 鄭中希
- 2019年：MBC 《有瑕疵的人們》飾演 金博士
- 2021年：JTBC《具景伊》飾演 郭記者
- 2023年：Disney+《原來這就是愛啊》飾演 車永敏
- 2023年：SBS《災後調查日誌2》飾演（特别出演）
- 2024年：SBS《财阀X刑警》飾演 李基釋

### 電影
- 2000年：《聖劍傳說》
- 2001年：《我的野蠻女友》飾演 逃兵
- 2003年：《閉嘴！讀書！》
- 2004年：《藉著雨點說愛你》
- 2004年：《我的野蠻女友2-蠻風再現》
- 2005年：《女人貞慧》
- 2007年：《第六年戀愛中》
- 2008年：《非比尋常的一天》
- 2012年：《舞后》饰演 郑哲
- 2012年：《胡狼來了》
- 2015年：《假裝熱情》饰演 体育老师
- 2021年：《管道》饰演 屎将军
- 2022年：《斯特拉》
- 2022年：《共助2》饰演 徐警察

## 外部連結
- NAVER （页面存档备份，存于）
- 徐東沅的X（前Twitter）